# Katarachiás
Katarachiás är en bergstopp i Grekland.   Den ligger i prefekturen Trikala och regionen Thessalien, i den centrala delen av landet, 280 km nordväst om huvudstaden Aten. Toppen på Katarachiás är 2 265 meter över havet, eller 271 meter över den omgivande terrängen. Bredden vid basen är 2,5 km.
Terrängen runt Katarachiás är kuperad åt nordost, men åt sydväst är den bergig. Runt Katarachiás är det mycket glesbefolkat, med 2 invånare per kvadratkilometer. Närmaste större samhälle är Metsovo, 19,6 km norr om Katarachiás. Trakten runt Katarachiás består till största delen av jordbruksmark.